# خان دنون
خان دنون، هو مخيم للاجئين الفلسطينيين تأسس عام 1951 على أرض إستأجرتها وكالة الغوث لتشغيل الاجئين الفلسطينيين في سوريا الأونروا تتبع إداريّاً لمحافظة ريف دمشق منطقة مركز ريف دمشق ناحية الكسوة، بلغ تعداد سكان 12000 نسمة حسب التعداد السكاني لعام 2010.
مع بدأ الأزمة السورية بلاغ تعداد سكان المخيم والنازحين 28000 مخيم خان دنون من أفقر المخيمات الفلسطينية في سوريا، يعمل الكثير من سكان المخيم في المعامل الخاصة أو في وظائف حكومية .
من أبرز المشكلات التي يعاني منها المخيم قطاع الخدمات حيث يعاني سكان المخيم من مشكلة نقص المياه رغم كثرة الشكاوى التي تقدموا بها للجهات المختصة ، كما أن مشلكة الكهرباء والنقل وغيرها الكثير يجثم على قلوب سكان المخيم .ظهرت مظاهر التسلح مع بداية الأزمة السورية وهو مازاد في مشكلاتهم مع سكان المناطق المجاورة المؤيدين للثورة السورية.
في المخيم مسجدين جامع النصر وجامع صلاح الدين الأيوبي، كما يوجد في فيه فرن للخبز وثلاث خزانات لتوزيع المياه والتي لم تعد تؤمن 10% من حاجات المخيم

## حدود المخيم
يحدّ المخيم من الشرق الخان وأراضي قرية خيارة دنون، ومن الجنوب أراضي عين البيضا، أما من الغرب والشمال الغربي بلدة الطيبة وأراضيها الزراعية.                                                

## التسمية
سُمّي نسبة إلى الخان الأثري الذي أقيم المخيم قربه، وهو خان أثري في أراضي بلدة الكسوة التابعة لمحافظة ريف دمشق أقامه التاجر الدمشقي علي بن ذي النون الأسعردي عام 770هـ/1368م ليكون محطة للحجاج والتجار والمسافرين. والجدير بالذكر أن لفظ دنّون تحريف على ألسنة الناس لاسم نبي الله ذي النون يونس

## نشأة المخيم
سكنت أول مجموعة من اللاجئين الفلسطينيين إلى سورية في الألينص وسط دمشق، وسكنت مجموعة أخرى في السقيلبية في ضواحي الشام ومناطق دير علي والكسوة والعادلية. انتقلت بعدها بعض العائلات إلى منطقة خان دنون حيث لم يكن هناك أي شيء يدل على وجود حياة في هذه المنطقة، رغم أن نهر الأعوج المار وطريق دمشق درعا القديم يمران بالقرب من الخان الأثري، وتم تقسيم مبنى الخان بواسطة اللبن لغرف تؤوي اللاجئين، كل غرفة مخصصة لعائلة، وقامت الأونروا بتخصيص مستوصف ومطعم في الخان الأثري ومركز للإعاشة، وبعد فترة تم بناء مدرسة تابعة للأونروا وكذلك بناء مطعم ومستوصف ومركز للإعاشة خارج الخان. وبعدها بدأ الخان يضيق باللاجئين؛ فلجأوا للتخييم بالقرب من الخان على أرض استأجرتها الهيئة العامة للاجئين الفلسطينيين غربي الخان الأثري، وبعدها تطورت الخيم للمعرشات (المعرشات: قوائم من الخشب وسقف وجدران من القصب)، وبعدها تطورت المعرشات حتى أصبحت بيوتا جدرانها من اللبن وسقفها من الحور والقصب وذلك عام 1953. ودخل الإسمنت المسلح إلى بناء بيوت المخيم عام 1967م، وينقسم المخيم إلى أربعة أقسام: المخيم القديم بحاراته الضيقة وبيوته القديمة. منطقة التوسع جنوب المخيم. الحارات الغربية. التوسع الجديد شمال المخيم، حيث يظهر في التوسعة الجديدة للمخيم انتظام الشوارع والبيوت المتسعة متعددة الطوابق. 

## التعليم
الواقع التعليمي في مخيم خان دنون سيّئ للغاية، وخاصة في السنوات الأخيرة، ويدل على ذلك حالات التسرب المدرسي المزايدة في مدارس المخيم، والتي سجلت نسبا عالية، وصلت في بعض السنوات إلى 15% أو تزيد قليلا. يوجد في المخيم أربع مدارس تابعة لوكالة الغوث، اثنتان قديمتان وهما ابتدائيتان: الخالصة للذكور ويصل عدد الطلاب فيها إلى 853 طالبًا في المرحلة الابتدائية والإعدادية، والحولة للإناث وتضم 719 طالبة في المرحلة الابتدائية والإعدادية، وتضم 18 صفا لكل منهما. بعد ذلك أنشأت الأونروا مدرستين حديثتين هما: بيت لاهية للإناث، وأريحا للذكور؛ وهما ضمن بناء واحد بدوامين صباحي ومسائي، وتقدّر مساحة هذه المدرسة بـ 300 متر مربع، وتتكون من ثلاثة طوابق تحوي 12 صفا دراسيا، ومختبرا ومكتبة ومركزا للكمبيوتر، وتوفر المدرسة التعليم لأكثر من 1000 طالب وطالبة، من مرحلة التعليم الأساسي الحلقة الثانية. هاتان المدرستان شيّدتا بتبرع من الحكومة الألمانية بتكلفة تقديرية تصل إلى 17مليون ليرة سورية،كما أن عدد الطلاب غير ثابت ويتغير من سنة إلى أخرى. لا يوجد في المخيم ثانوية، والطلاب يكملون دراستهم في ثانوية الكسوة أو في ثانويات دمشق. يوجد في المخيم روضتان: الأولى روضة تابعة للأونروا، والثانية روضة. العودة.         

## الوضع الصحي
يوجد في المخيم مركز صحي تابع لوكالة الغوث، طاقمه مكوّن من طبيب عام، وطبيب أسنان، وطبيبة      للرعاية النسائية، إضافة لمخبر وصيدلية. و لتوضيح حجم الخدمات المقدمة لأبناء المخيم من قبل المركز الصحي التابع للأونروا؛ فقد بيّنت إحصائية بأن ما بين كانون الثاني وحزيران من عام 2002م، أي خلال ستة أشهر من عمله، سجل المركز الصحي 20858 زيارة لمريض من أبناء المخيم؛ وهذه دلالة واضحة على اعتماد أبناء المخيم على هذا المركز. إضافة لمركز الأونروا الصحي، يوجد في المخيم عيادة صحية تابعة للهلال الأحمر الفلسطيني تضم طبيبًا واحدًا وثلاثة ممرضين، وعاملًا غير فني، وتقوم العيادة بالتخفيف نوعا ما عن مركز الأونروا المكتظ. الأمراض التي يعاني منها أبناء مخيم خان دنون بالدرجة الأولى ينتشر فقر الدم المنجلي، والتلاسيميا، والشلل الدماغي، والإعاقات، وداء بهجت، والعوز المناعي. وكل تلك الأمراض سببها وراثي ناتج عن زواج الأقارب المتكرر. ويضاف إلى هذه الأمراض أمراض العصر كالضغط الشرياني والسكري

## الوضع الاجتماعي
يصف أبناء المخيم علاقاتهم الطيبة ببعضهم بأنها علاقات الأسرة الواحدة في هذه البقعة الجغرافية التي يسكنها أصحاب همّ واحد وأمل واحد. ورغم أن سكان المخيم من عدة قرى فلسطينية؛ إلا أنَّ تحملهم الأعباء مجتمعين منذ أكثر من ستين سنةً جعلهم أسرة واحدة في فرحها وحزنها. يعدّ مخيم خان دنون من المخيمات الأكثر فقرا من بين المخيمات الفلسطينية حسب تقديرات الأونروا، ونجد أن حالات التكافل الاجتماعي الموجودة ضمن المخيم لم تمنع الحاجة إلى عون الأونروا وتسجيل حالات عسر شديد. فعلى مدار السنوات الماضية قدمت الأونروا عبر برنامج الإغاثة، مساعدات عينية ونقدية لـ 217 أسرة تضم 671 لاجئا، سجلوا لديها كحالات عسر شديد، كما قامت الهيئة وبمواسم متعددة بمساعدة جزء هام من تلك العائلات. يضاف إلى تلك الخدمات الاجتماعية الإغاثية تقدم الأونروا وضمن برنامج المرأة وبرنامج الإعاقة في مخيم خان دنون، الرعاية والإرشادات الاجتماعية للأسرة وللمعاقين وأهاليهم. إن ما نسبته 90% من أهالي سكان خان دنون يعملون في الوظائف والمعامل والمزارع المحيطة في المخيم، إذ أن الفقر يبقى علامة فارقة من علامات المخيم، والذي لولاه لما اشتغل معظم أفراد العائلة أو كلهم أحيانا، لكن هذا الأمر حسّن من المستوى المعيشي لأبناء المخيم نوعا ما رغم انعكاساته السلبية اجتماعيا ونفسيا على الأسر والأفراد، وجميع من في المخيم يدركون أنه بدون العمل لا مجال للعيش هنا. وتتراوح نسبة الفقر في المخيم بين 40 إلى 50%. يقول مختار مخيم خان دنون أبو عمر: إن كثيرًا من أهل المخيم يعانون الفقر، رغم أن نسبة العاملين في المعامل من أهل المخيم تشكّل نسبة كبيرة من المجموع العام من التعداد السكاني. ذلك أن العمل في هذه المصانع لا يسدّ الرمق ولا يكفي حاجات الفرد وحده، فكيف بأسرة كاملة

## البنى التحتية والخدمات العامة
كباقي المخيمات يعاني مخيم خان دنون ما يعانيه في هذا الجانب، رغم التحول الكبير في السنوات الأخيرة. والذي مسّ بعض الخدمات الأساسية فيه. على صعيد الصرف الصحي تم تغيير شبكة الصرف الصحي بشبكة جديدة، وحلّ بذلك إحدى المشاكل في المخيم. وترافق مع ذلك تجديد شبكة المياه التي لم تعمل حتى حينه, رغم وجود بعض الآبار الارتوازية الجديدة، وجاء تغيير هاتين الشبكتين بإشراف وكالة الأونروا وبتمويل من الاتحاد الأوروبي. وقد رافق هذا التغيير تعبيد شوارع المخيم والذي نفذته الهيئة العامة للاجئين بكلفة مليون ونصف المليون ليرة سورية. ولا يزال أهالي المخيم ينتظرون وصول شبكة المياه لكي يتخلصوا من عبء شراء المياه من الصهاريج المتنقلة التي ترهقهم ماليا، فضلًا عن عدم صلاحية هذه المياه في أكثر الأحيان للاستخدام المنزلي. أما ما تبقى من الخدمات فتقوم بها الحكومة السورية عبر مؤسساتها المختلفة والمختصة: مثل الكهرباء والهاتف والنقل؛ فمخيم دنون تابع إداريًا لبلدة الطيبة خاصةً أراضي التوسع العمراني، بينما المخيم القديم يتبع إداريا للهيئة العامة للاجئين الفلسطينيين العرب، وهاتان الإدارتان هما اللتان تمنحان رخص البناء لأهالي المخيم. أما خدمة النظافة العامة فتقوم بها الأونروا، عبر مكتب المراقب الصحي، الذي يعمل فيه قرابة 15 عامل نظافة، ترافقهم سيارة نظافة تنقل القمامة من المخيم إلى خارجه، والمشكلة في هذه الخدمة أنها نهارية أي أنها محددة الساعات، وتتوقف في أيام العطل الرسمية وهذا ما يجعل أكوام القمامة تتراكم خاصة يوم الجمعة ليلا 
إن ما يميّز مخيم دنون عن باقي المخيمات هو حراكه الثقافي المتميز؛ فقد شهد في عامي 2008- 2009م مهرجانات ثقافية وفنية صنفت على مستوى عالٍ من الأداء والتميز، والملفت في هذه المهرجانات هو الحضور الشعبي الكبير لأبناء المخيم والذي يقدر بالآلاف في الوقت الذي انحسر هذا الحضور الكمي في أكبر المخيمات الفلسطينية في سورية. ويعزى هذا الحراك الثقافي المتميز في هذا المخيم إلى وجود كادر كبير من الكتاب والصحفيين والمبدعين: شعراء وقاصين وباحثين وفنانين تشكيليين، فضلًا عن وجود العديد من الفرق الفنية. كما أن ظهور لجان حق العودة في السنوات الأخيرة ساهم مساهمة فعالة في نشر ثقافة المقاومة وثقافة العودة، وتنشيط الذاكرة الشعبية الفلسطينية، ومن هذه اللجان: تجمع واجب، وتجمع ساند، وغيرها من اللجان الفاعلة الأخرى.
     دور المؤسسات الرسمية وغير الرسمية في المخيم: للأونروا والهيئة العامة للاجئين الفلسطينيين الدور الهام في مخيم دنون؛ وذلك بسبب عدم وجود أية مؤسسات أخرى فيه، الأونروا تشرف على الناحية التعليمية والصحية والخدمات الاجتماعية والإغاثية، إضافة للخدمات البيئية. أما الهيئة العامة للاجئين الفلسطينيين فدورها مكمل لدور الوكالة وتقوم بإعطاء رخص البناء لمباني المخيم القديم وتقديم التسهيلات اللازمة السجلات والقيود المدنية، فضلًا عن بعض المعونات المادية والموسمية، وتساعدها في ذلك لجنة التنمية في المخيم، ويوجد في المخيم مؤسسة استهلاكية تتبع للحكومة يستفيد من خدماتها جميع أبناء المخيم.